# GEORGE
GEORGE（ジョージ、本名：松嵜丈二1966年5月1日- ）は、日本のロックミュージシャン。ベーシスト、ヴォーカリスト。

## 来歴
- 1987年、ロックバンドLADIES ROOM結成。
- 1988年、Xのローディーを務め始める。
- 1991年、LADIES ROOMのベーシストとしてメジャーデビュー。
- 1996年、LADIES ROOM解散。
- 1997年、ソロデビュー。
- 2001年、LADIES ROOM活動再開。
- 2008年、hide memorial summitで開演挨拶を担当。
- 2009年、アコースティックユニット"我孫子神音会"としての活動開始。

## ディスコグラフィ
GEORGEソロ作品

### シングル
- Jackin My Brain Around（1997/06/25　パイオニアLDC　PIDL-1234）

### アルバム
- DUST AND BONES（1997/07/23　パイオニアLDC　PICL-1152）
- CAT WALK（1998/08/26　イーストウエスト・ジャパン　AMCM-4389）
- Go Fuck Yourself ! #5 Resurrection　(2017/4/26　ブロウグロウ　IKCB-9555)

## 人物・エピソード
- X JAPANのローディーを長きにわたって務めており、YOSHIKIとの関係も深く、エクスタシーレコードのイベントエクスタシーサミットにはLADIES ROOMがレコーディングで出演できない場合でも単独で参加していた。ローディーを務めるきっかけは、YOSHIKIに飲み比べ勝負で負けたことがきっかけであると2015年のニコニコ生放送番組内において明かしている。1986年頃、GEORGEと百太郎が当時活動していたバンドに、すでにインディーズシーンでは名高い存在であったYOSHIKIを加入させるべく、Xからの引き抜きを画策し何回かXのライブに足を運びYOSHIKIに声をかけていた。その度にYOSHIKIからはうまくかわされていたのだが、ある日ライブ後の打ち上げでYOSHIKIと飲み比べをしたところGEORGEが先に潰れてしまう。GEORGEが意識を戻すとそこにはXのライブスケジュールが記されたメモだけが残っており、後日指定された日時に会場まで出向いた。すると、YOSHIKIはGEORGEを見つけるなり、「おいGEORGE何やってんだ!!早く楽器運べ!!」と怒鳴りつけ、GEORGEはそれに従うしかなかったという。
- 現在は、アコースティックバンド「我孫子神音会」、ハードロックバンド「SEXXXXX」を中心に活動している。
- 無類のネコ好きである。